# Ágnes Heller
Ágnes Heller (ur. 12 maja 1929 w Budapeszcie, zm. 19 lipca 2019 w Balatonalmádi) – węgierska filozofka i dysydentka, przedstawicielka szkoły budapeszteńskiej.

## Życiorys
Pochodziła z budapeszteńskiej żydowskiej klasy średniej. Jej ojciec Pal Heller był prawnikiem i pisarzem, pomagał w ucieczkach z Węgier i nazistowskiej strefy okupacyjnej podczas II wojny światowej. Zmarł w Auschwitz. Po jego śmierci mieszkała z matką Angelą Ligeti w Budapeszcie. Po II wojnie zapisała się na studia na Uniwersytet Loránda Eötvösa w Budapeszcie (ukończyła je w 1951 roku). Pierwszym filozofem, który wywarł na nią wpływ był György Lukács, którego wykładu miała okazję posłuchać za namową swojego chłopaka. Pracowała później jako adiunkt György'a Lukácsa w jego jednostce uczelnianej. Zapisała się do Komunistycznej Partii Węgier w 1947 roku. Popadła w niełaskę władz po zaangażowaniu w powstanie węgierskie 1956 i straciła posadę profesora filozofii na uniwersytecie w Budapeszcie. W 1973 roku partia komunistyczna uznała jej poglądy za antymarksistowskie, co skutkowało jej zwolnieniem z pracy. W 1977 wyjechała do Australii, gdzie później wykładała na La Trobe University. Przez 25 lat wykładała teorię polityki na The New School for Social Research. Po opuszczeniu Węgier napisała przeszło 20 książek. Powróciła na Węgry w 1989 roku, wykładała w Budapeszcie i Segedynie. Pod koniec życia mieszkała głównie w Budapeszcie, wygłaszała wykłady zagraniczne, często wspominała o sytuacji na Węgrzech. Zmarła podczas wczasów nad Balatonem, gdzie wybrała się popływać. Jej ciało znaleziono w jeziorze w  okolicy Balatonalmádi. Została pochowana na cmentarzu żydowskim przy ul. Kozma w Budapeszcie. 

### Życie prywatnie
Poślubiła Istvána Hermanna w 1949 roku, mieli córkę Zsuzsę Hermann, rozwiedli się w 1962 roku. Z drugiego małżeństwa z filozofem Ferencem Fehérem miała syna Gyorgy’a Fehéra. 

## Nagrody i odznaczenia
- Nagroda Széchenyiego(inne języki) (1995)[5]
- Order Zasługi (cywilny Krzyż Komandorski z Gwiazdą[6], 2004)[7]
- Nagroda Sonninga (2006)[5]
- Medal Goethego(inne języki) (2010)[5]
- Medal Wallenberga(inne języki) (2014)[1]
- nagroda im. Manèsa Sperbera (2018)[5]
- Nagroda Friedricha Nietzschego(inne języki) (pośmiertnie, 2019)[8]

## Poglądy
Początkowo była myślicielką marksistowską. W późniejszych latach zmieniła swoje poglądy na bardziej liberalne i socjaldemokratyczne. Podpisała List Korculi, który sprzeciwiał się operacji „Dunaj”. Przeciwstawiała się polityce Viktora Orbána, uważała jego rządy za tyranię.

## Twórczość
Zajmowała się w swoich pracach m.in. marksizmem, etyką, egzystencjalizmem, heglizmem. Zalicza się do czołowych przedstawicieli szkoły budapeszteńskiej.

### Publikacje (wybór)
- General ethics (1988)[11]
- Beyond justice (1991)[11]
- A theory of modernity (1999)[11]
- Immortal comedy: the comic phenomenon in art, literature, and life (2005)[11]
- A Short History of My Philosophy (2010)[1]